# ビクトリア・アザレンカ
ビクトリア・アザレンカ（英語: Victoria Azarenka, ベラルーシ語: Вікторыя Азаранка, 1989年7月31日 - ）は、ベラルーシ・ミンスク出身の女子プロテニス選手。2012年と2013年の全豪オープン女子シングルスの優勝者であり、ベラルーシ人として初めて世界ランキング1位になった選手である。これまでにWTAツアーでシングルス21勝、ダブルス10勝を挙げる。WTAランキング自己最高位はシングルス1位、ダブルス7位。身長183cm、体重66kg。右利き、バックハンド・ストロークは両手打ち。

## 来歴
アザレンカは母親の勧めで7歳からテニスを始めたが、家族の中でテニスをしているのはビクトリア1人だけである。2004年にウィンブルドンのジュニア女子ダブルス部門で優勝し、2005年には全豪オープンと全米オープンのジュニア女子シングルス、全仏オープンとウィンブルドンのジュニア女子ダブルスで優勝した。ジュニア女子ダブルスでは、アグネシュ・サバイとのコンビで2大会連続優勝を達成している。2005年から女子テニス国別対抗戦・フェドカップのベラルーシ代表選手になった。
2006年から4大大会の本戦に出場し始め、全米オープンで初めての3回戦進出を決める。17歳のアザレンカは1回戦で第11シードのアナスタシア・ミスキナを破った金星の後、3回戦でアンナ・チャクベタゼに敗れた。全米オープンの後、2006年10月のウズベキスタン・タシュケント大会で、アザレンカは同じベラルーシのタチアナ・ポウチェクとペアを組んでダブルス初優勝を飾り、シングルスでも準決勝まで進出した。
2007年の全豪オープンで、ビクトリア・アザレンカはベラルーシの先輩選手マックス・ミルヌイとペアを組んだ混合ダブルス部門で決勝に勝ち進み、ベテランペアのダニエル・ネスター&エレーナ・リホフツェワ組に 4-6, 4-6 で敗れて準優勝になった。この年は全仏オープン以外の4大大会で3回戦に勝ち残る。全米オープン3回戦では元世界1位のマルチナ・ヒンギスを破った後、初進出の4回戦で2004年の優勝者スベトラーナ・クズネツォワに 2-6, 3-6 で敗れた。この後、アザレンカとミルヌイは混合ダブルスで全豪オープンに続く決勝進出を果たし、リーンダー・パエス&メガン・ショーネシー組を 6-4, 7-6 で破り、アザレンカはここで初めてのグランドスラム・タイトルを獲得した。
2008年全豪オープンで、アザレンカは初めて女子シングルスの「第26シード」に選ばれ、3回戦で大会前年度優勝者のセリーナ・ウィリアムズに敗れた。同大会では女子ダブルスで活躍し、シャハー・ピアーとペアを組んで決勝に勝ち進んだが、ウクライナの姉妹ペアであるアリョーナ・ボンダレンコ&カテリナ・ボンダレンコ組に 6-2, 1-6, 4-6 の逆転で敗れ、準優勝に終わった。全仏オープンでは、シングルスは4回戦でスベトラーナ・クズネツォワに敗れたが、混合ダブルスでボブ・ブライアンとペアを組み、決勝でネナド・ジモニッチ&カタリナ・スレボトニク組を 6-2, 7-6 で破って優勝した。これにより、アザレンカは混合ダブルスで全仏オープンと全米オープンの2冠を獲得したことになる。8月の北京五輪にもベラルーシ代表選手として初出場し、シングルス3回戦でビーナス・ウィリアムズに敗れた。
2009年1月、アザレンカはブリスベン国際決勝戦でマリオン・バルトリに 6-3, 6-1 で快勝し、女子ツアーシングルス初優勝を達成した。同年の全仏オープンで、アザレンカは初めてのシングルス・ベスト8に入り、女子ダブルスでエレーナ・ベスニナと組んで準優勝した。アザレンカとベスニナは、決勝で2連覇を目指したスペインペアのビルヒニア・ルアノ・パスクアル&アナベル・メディナ・ガリゲス組に 1-6, 1-6 で完敗した。この年は女子ツアーでシングルス3勝・ダブルス2勝を挙げ、彼女はシングルス・ダブルスともに世界ランキングトップ10入りを果たした。
2010年はシングルスで4回決勝に進出し2大会で優勝、2大会で準優勝した。2011年の全豪オープンではシングルスは4回戦で敗退したが、マリア・キリレンコと組んだダブルスで3年ぶりの決勝に進出した。決勝では第1シードのヒセラ・ドゥルコ&フラビア・ペンネッタ組に 6-2, 5-7, 1-6 の逆転で敗れ4大大会ダブルス初優勝を逃した。
2011年のマイアミ大会とマルベーリャ大会で2週連続優勝を果たした。5月のマドリード大会では決勝でペトラ・クビトバに 6–7(3), 4–6 で敗れたが、大会後のランキングで4位となりナターシャ・ズベレワの5位を超え、ベラルーシ人として最高位を記録した。ウィンブルドンでは4大大会シングルスで初めてのベスト4に進出。準決勝で優勝したペトラ・クビトバに 1–6, 6–3, 2–6 で敗れた。全米オープンでは3回戦でセリーナ・ウィリアムズに 1-6, 6-7(5) で敗れたが大会後のランキングで自己最高の3位を記録した。最終戦では初めての決勝に進出しペトラ・クビトバに 5–7, 6–4, 3–6 で敗れ準優勝となった。
2012年は初戦のシドニー国際で優勝し、全豪オープンでは、4大大会初の決勝進出。決勝で、マリア・シャラポワに 6-3, 6-0 でストレート勝ち。4大大会シングルス初優勝となった。大会終了後のランキングでベラルーシ人として初めての世界ランキング1位になった。2月のドーハ大会と3月のインディアンウェルズ大会でも優勝した。続くソニー・エリクソン・オープン準々決勝でマリオン・バルトリに 3-6, 3-6 で敗れ、開幕からの連勝は26でストップした。全仏オープンでは4回戦でドミニカ・チブルコバに 2–6, 6–7 で敗れ優勝したシャラポワに1位を明け渡した。ウィンブルドンでは2年連続のベスト4に進出した。準々決勝でセリーナ・ウィリアムズに 3–6, 6–7 で敗れたがシャラポワが4回戦で敗退したことにより1位に復帰した。7月のロンドン五輪で2度目の五輪に出場した。シングルスでは準決勝でセリーナ・ウィリアムズに 1–6, 2–6 で敗れたが、準決勝敗退選手2名による「銅メダル決定戦」でロシアのマリア・キリレンコに 6-3, 6-4 で勝利し銅メダルを獲得した。マックス・ミルヌイと組んだ混合ダブルスでは決勝でローラ・ロブソン&アンディ・マリー組に 2–6, 6–3, [10–8] で勝利し金メダルを獲得した。全米オープンでは決勝でセリーナ・ウィリアムズに 2–6, 6–2, 5–7 で敗れ準優勝となった。
2013年全豪オープンでは決勝で李娜を 4-6, 6-4, 6-3 で破り大会連覇を果たした。全米オープンでは決勝において2年連続でセリーナ・ウィリアムズと対戦したが、5-7, 7-6, 1-6 で破れ、昨年の雪辱はならなかった。
2016年にはBNPパリバ・オープンとマイアミ・オープンで連続優勝する"サンシャイン・ダブル"を達成した。7月に妊娠を発表。2016年後半の欠場と、出産後の復帰を表明した（この時点の世界ランキングは6位）。12月に長男を出産した。
2017年7月にツアー復帰し、ウィンブルドンでは4回戦まで進出した。しかしパートナーと別れることになり息子の養育権争いのため全米オープンを欠場した。そのため、年間最終ランクは208位まで急落した。
親権争いが長引き、ツアー復帰は2018年3月になった。2戦目のマイアミ・オープンではベスト4まで進んだ。年間最終ランクは51位までカムバック。
2019年3月、アビエルト・メキシコ・テルセル（アカプルコ）で鄭賽賽とダブルスを組み優勝した。4月のモンテレイ・オープンではシングルス第5シードで出場し、準決勝で第1シードのアンゲリク・ケルバーをフルセットの末に破り決勝進出した。決勝は途中で棄権し準優勝に終わった。2週間後に開幕したポルシェ・テニス・グランプリでは2回戦で第4シードのカロリナ・プリスコバに勝利したが、準々決勝では再び途中棄権することとなった。5月のBNLイタリア国際ではアシュリー・バーティとダブルスを組み優勝した。全仏オープンでは2回戦で世界ランキング1位の大坂なおみと対戦し、1セット目を先取し2セット目も優勢に進め、大坂を崖っぷちに追い込んだが2時間50分の激闘の末、逆転負けを喫した。年間最終ランクは50位。
2020年全豪オープンは「個人的な理由」で出場を辞退。のちに、この時期に引退を考えていたことを告白している。シーズン初戦は3月のモンテレイ・オープンだったが、初戦敗退。その後は新型コロナウイルス感染症拡大の影響でシーズンが中断した。再開後のトップシード・オープンは初戦でセリーナに敗れたが、次戦のウエスタン・アンド・サザン・オープンでは準決勝でジョアンナ・コンタを下し決勝進出。決勝は対戦相手の大坂なおみが棄権したため、出産後初、4年ぶりのツアー優勝を果たした。続く全米オープンでは、セリーナ・ウィリアムズからのGS初白星も含めて、7年ぶりのGS決勝進出。決勝はまたも大坂との対戦となり、第1セットを先取したものの続く2セットで逆転を許し、1-2で敗れ初の全米制覇はならなかった。最終順位13位。
2021年前半は主に腰の故障に苦しめられるも、BNPパリバ・オープンで準優勝。
2022年、カタール・トータル・オープンで通算500勝に到達。しかし、脚の故障や私生活のストレスに苦しめられることもあった。
2023年全豪オープンでベスト4。第3シードのジェシカ・ペグラを破り準決勝に進出するも、エレーナ・リバキナに敗れた。なお、この大会でアリーナ・サバレンカがベラルーシ人選手として自身以来のGS優勝を果たした。

## プレースタイル
フラットドライブのストロークを武器とするアグレッシブ・ベースライナー。ウィナー数が多いが、あくまでコントロールを重視するカウンターパンチャー的な戦術を採るため、アンフォーストエラーは少ない。バックハンドストロークは特筆するものがあり、史上最高とも称賛される。

## WTAツアー決勝進出結果

### シングルス: 41回 (21勝20敗)
| 大会グレード          | 大会グレード                 | 大会グレード  |
| 2008年以前            | 2009年以後                   | 2021年以後    |
| --------------------- | ---------------------------- | ------------- |
| グランドスラム (2–3)  |                              |               |
| WTAファイナルズ (0–1) |                              |               |
| ティア I (0–0)        | プレミア・マンダトリー (7–2) | WTA1000 (0–1) |
| ティア I (0–0)        | プレミア5 (4–2)              | WTA1000 (0–1) |
| ティア II (0–0)       | プレミア (4–5)               | WTA500 (0–0)  |
| ティア III (0–1)      | インターナショナル (5–1)     | WTA250 (0–0)  |
| ティア IV ＆ V (0–3)  | インターナショナル (5–1)     | WTA250 (0–0)  |

| 結果   | No. | 決勝日         | 大会                         | サーフェス    | 対戦相手                     | スコア                  |
| ------ | --- | -------------- | ---------------------------- | ------------- | ---------------------------- | ----------------------- |
| 準優勝 | 1.  | 2007年5月6日   | エストリル                   | クレー        | グレタ・アルン               | 6-2, 1-6, 6-7(3-7)      |
| 準優勝 | 2.  | 2007年10月7日  | タシケント                   | ハード        | ポーリーン・パルマンティエ   | 5-7, 2-6                |
| 準優勝 | 3.  | 2008年1月5日   | ゴールドコースト             | ハード        | 李娜                         | 6-4, 3-6, 4-6           |
| 準優勝 | 4.  | 2008年5月4日   | プラハ                       | クレー        | ベラ・ズボナレワ             | 6-7(2-7), 2-6           |
| 優勝   | 1.  | 2009年1月10日  | ブリスベン                   | ハード        | マリオン・バルトリ           | 6-3, 6-1                |
| 優勝   | 2.  | 2009年2月21日  | メンフィス                   | ハード (室内) | キャロライン・ウォズニアッキ | 6-1, 6-3                |
| 優勝   | 3.  | 2009年4月4日   | マイアミ                     | ハード        | セリーナ・ウィリアムズ       | 6-3, 6-1                |
| 準優勝 | 5.  | 2010年2月20日  | ドバイ                       | ハード        | ビーナス・ウィリアムズ       | 3-6, 5-7                |
| 準優勝 | 6.  | 2010年6月19日  | イーストボーン               | 芝            | エカテリーナ・マカロワ       | 6-7(5-7), 4-6           |
| 優勝   | 4.  | 2010年8月1日   | スタンフォード               | ハード        | マリア・シャラポワ           | 6-4, 6-1                |
| 優勝   | 5.  | 2010年10月24日 | モスクワ                     | ハード (室内) | マリア・キリレンコ           | 6-3, 6-4                |
| 優勝   | 6.  | 2011年4月3日   | マイアミ                     | ハード        | マリア・シャラポワ           | 6-1, 6-4                |
| 優勝   | 7.  | 2011年4月10日  | マルベーリャ                 | クレー        | イリーナ＝カメリア・ベグ     | 6-3, 6-2                |
| 準優勝 | 7.  | 2011年5月8日   | マドリード                   | クレー        | ペトラ・クビトバ             | 6-7(3-7), 4-6           |
| 優勝   | 8.  | 2011年10月23日 | ルクセンブルク               | ハード (室内) | モニカ・ニクレスク           | 6-2, 6-2                |
| 準優勝 | 8.  | 2011年10月30日 | イスタンブール               | ハード (室内) | ペトラ・クビトバ             | 5-7, 6-4, 3-6           |
| 優勝   | 9.  | 2012年1月13日  | シドニー                     | ハード        | 李娜                         | 6-2, 1-6, 6-3           |
| 優勝   | 10. | 2012年1月28日  | 全豪オープン                 | ハード        | マリア・シャラポワ           | 6-3, 6-0                |
| 優勝   | 11. | 2012年2月19日  | ドーハ                       | ハード        | サマンサ・ストーサー         | 6-1, 6-2                |
| 優勝   | 12. | 2012年3月18日  | インディアンウェルズ         | ハード        | マリア・シャラポワ           | 6-2, 6-3                |
| 準優勝 | 9.  | 2012年4月29日  | シュトゥットガルト           | クレー        | マリア・シャラポワ           | 1-6, 4-6                |
| 準優勝 | 10. | 2012年5月13日  | マドリード                   | クレー        | セリーナ・ウィリアムズ       | 1-6, 3-6                |
| 準優勝 | 11. | 2012年9月9日   | 全米オープン                 | ハード        | セリーナ・ウィリアムズ       | 2-6, 6-2, 5-7           |
| 優勝   | 13. | 2012年10月7日  | 北京                         | ハード        | マリア・シャラポワ           | 6-3, 6-1                |
| 優勝   | 14. | 2012年10月14日 | リンツ                       | ハード (室内) | ユリア・ゲルゲス             | 6-3, 6-4                |
| 優勝   | 15. | 2013年1月26日  | 全豪オープン                 | ハード        | 李娜                         | 4-6, 6-4, 6-3           |
| 優勝   | 16. | 2013年2月17日  | ドーハ                       | ハード        | セリーナ・ウィリアムズ       | 7-6(8-6), 2-6, 6-3      |
| 準優勝 | 12. | 2013年5月19日  | ローマ                       | クレー        | セリーナ・ウィリアムズ       | 1-6, 3-6                |
| 準優勝 | 13. | 2013年8月4日   | カールスバッド               | ハード        | サマンサ・ストーサー         | 2-6, 3-6                |
| 優勝   | 17. | 2013年8月18日  | シンシナティ                 | ハード        | セリーナ・ウィリアムズ       | 2-6, 6-2, 7-6(8-6)      |
| 準優勝 | 14. | 2013年9月8日   | 全米オープン                 | ハード        | セリーナ・ウィリアムズ       | 5-7, 7-6(7-5), 1-6      |
| 準優勝 | 15. | 2014年1月4日   | ブリスベン                   | ハード        | セリーナ・ウィリアムズ       | 4-6, 5-7                |
| 準優勝 | 16. | 2015年2月28日  | ドーハ                       | ハード        | ルーシー・サファロバ         | 4-6, 3-6                |
| 優勝   | 18. | 2016年1月9日   | ブリスベン                   | ハード        | アンゲリク・ケルバー         | 6-3, 6-1                |
| 優勝   | 19. | 2016年3月20日  | インディアンウェルズ         | ハード        | セリーナ・ウィリアムズ       | 6-4, 6-4                |
| 優勝   | 20. | 2016年4月4日   | マイアミ                     | ハード        | スベトラーナ・クズネツォワ   | 6-3, 6-2                |
| 準優勝 | 17. | 2019年4月7日   | モンテレイ                   | ハード        | ガルビネ・ムグルサ           | 1-6, 1-3 途中棄権       |
| 優勝   | 21. | 2020年8月29日  | シンシナティ (ニューヨーク)* | ハード        | 大坂なおみ                   | 不戦勝                  |
| 準優勝 | 18. | 2020年9月12日  | 全米オープン                 | ハード        | 大坂なおみ                   | 6-1, 3-6, 3-6           |
| 準優勝 | 19. | 2020年10月25日 | オストラヴァ                 | ハード        | アリーナ・サバレンカ         | 2-6, 2-6                |
| 準優勝 | 20. | 2021年10月17日 | インディアンウェルズ         | ハード        | パウラ・バドサ               | 6-7(5-7), 6-2, 6-7(2-7) |

- *COVID-19の影響によりニューヨークで開催。

### ダブルス: 21回 (10勝11敗)
| 大会グレード          | 大会グレード                 | 大会グレード  |
| 2008年以前            | 2009年以後                   | 2021年以後    |
| --------------------- | ---------------------------- | ------------- |
| グランドスラム (0–4)  |                              |               |
| WTAファイナルズ (0–0) |                              |               |
| ティア I (0–2)        | プレミア・マンダトリー (2–0) | WTA1000 (1–0) |
| ティア I (0–2)        | プレミア5 (2–1)              | WTA1000 (1–0) |
| ティア II (0–3)       | プレミア (1–0)               | WTA500 (1–0)  |
| ティア III (0–1)      | インターナショナル (2–0)     | WTA250 (0–0)  |
| ティア IV ＆ V (1–0)  | インターナショナル (2–0)     | WTA250 (0–0)  |

| 結果   | No. | 決勝日         | 大会                 | サーフェス        | パートナー                   | 対戦相手                                                    | スコア              |
| ------ | --- | -------------- | -------------------- | ----------------- | ---------------------------- | ----------------------------------------------------------- | ------------------- |
| 準優勝 | 1.  | 2006年2月26日  | メンフィス           | ハード (室内)     | キャロライン・ウォズニアッキ | リサ・レイモンド サマンサ・ストーサー                       | 6-7(2-7), 3-6       |
| 優勝   | 1.  | 2006年10月8日  | タシケント           | ハード            | タチアナ・ポウチェク         | マリア・エレナ・カメリン エマニュエレ・ガグリアルディ       | 不戦勝              |
| 準優勝 | 2.  | 2007年7月29日  | スタンフォード       | ハード            | アンナ・チャクベタゼ         | サニア・ミルザ シャハー・ピアー                             | 4-6, 6-7(5-7)       |
| 準優勝 | 3.  | 2007年8月5日   | サンディエゴ         | ハード            | アンナ・チャクベタゼ         | カーラ・ブラック リーゼル・フーバー                         | 5-7, 4-6            |
| 準優勝 | 4.  | 2007年9月30日  | ルクセンブルク       | ハード (室内)     | シャハー・ピアー             | イベタ・ベネソバ ヤネッテ・フサロバ                         | 4-6, 2-6            |
| 準優勝 | 5.  | 2007年10月14日 | モスクワ             | カーペット (室内) | タチアナ・ポウチェク         | カーラ・ブラック リーゼル・フーバー                         | 6-4, 1-6, [7-10]    |
| 準優勝 | 6.  | 2008年1月25日  | 全豪オープン         | ハード            | シャハー・ピアー             | アリョーナ・ボンダレンコ カテリナ・ボンダレンコ             | 2-6, 6-1, 6-4       |
| 準優勝 | 7.  | 2008年4月13日  | アメリアアイランド   | クレー            | エレーナ・ベスニナ           | ベサニー・マテック ブラディミラ・ウーリロバ                 | 3-6, 1-6            |
| 優勝   | 2.  | 2009年2月21日  | メンフィス           | ハード (室内)     | キャロライン・ウォズニアッキ | ユリアナ・フェダク ミハエラ・クライチェク                   | 6-1, 7-6(7-2)       |
| 優勝   | 3.  | 2009年3月21日  | インディアンウェルズ | ハード            | ベラ・ズボナレワ             | ヒセラ・ドゥルコ シャハー・ピアー                           | 6-4, 3-6, [10-5]    |
| 準優勝 | 8.  | 2009年5月24日  | 全仏オープン         | クレー            | エレーナ・ベスニナ           | アナベル・メディナ・ガリゲス ビルヒニア・ルアノ・パスクアル | 1-6, 1-6            |
| 優勝   | 4.  | 2010年8月15日  | シンシナティ         | ハード            | マリア・キリレンコ           | リサ・レイモンド レネ・スタブス                             | 7-6(7-4), 7-6(10-8) |
| 準優勝 | 9.  | 2011年1月28日  | 全豪オープン         | ハード            | マリア・キリレンコ           | ヒセラ・ドゥルコ フラビア・ペンネッタ                       | 6-2, 5-7, 1-6       |
| 優勝   | 5.  | 2011年5月7日   | マドリード           | クレー            | マリア・キリレンコ           | クベタ・ペシュケ カタリナ・スレボトニク                     | 6-4, 6-3            |
| 優勝   | 6.  | 2011年7月31日  | スタンフォード       | ハード            | マリア・キリレンコ           | リーゼル・フーバー リサ・レイモンド                         | 6-1, 6-3            |
| 準優勝 | 10. | 2011年8月15日  | トロント             | ハード            | マリア・キリレンコ           | リーゼル・フーバー リサ・レイモンド                         | 不戦敗              |
| 優勝   | 7.  | 2019年3月2日   | アカプルコ           | ハード            | 鄭賽賽                       | デシラエ・クラウチェク ジュリアーナ・オルモス               | 6-1, 6-2            |
| 優勝   | 8.  | 2019年5月19日  | ローマ               | クレー            | アシュリー・バーティ         | アンナ＝レナ・グローネフェルト デミ・シュールス             | 4-6, 6-0, [10-3]    |
| 準優勝 | 11. | 2019年9月7日   | 全米オープン         | ハード            | アシュリー・バーティ         | エリーズ・メルテンス アリーナ・サバレンカ                   | 5-7, 5-7            |
| 優勝   | 9.  | 2021年6月20日  | ベルリン             | 芝                | アリーナ・サバレンカ         | ニコール・メリチャー デミ・スゥース                         | 4-6, 7-5, [10-4]    |
| 優勝   | 10. | 2023年5月7日   | マドリード           | クレー            | ベアトリス・ハダッド・マイア | コリ・ガウフ ジェシカ・ペグラ                               | 6-1, 6-4            |

## 4大大会優勝
- 全豪オープン 女子シングルス：2勝（2012-13年）［女子ダブルス準優勝：2008, 11年/混合ダブルス準優勝：2007年]

- 全仏オープン 混合ダブルス：1勝（2008年）［女子ダブルス準優勝：2009年］
- 全米オープン 混合ダブルス：1勝（2007年）［女子シングルス準優勝：2012-13年］

| 年     | 大会         | 対戦相手           | 試合結果      |
| ------ | ------------ | ------------------ | ------------- |
| 2012年 | 全豪オープン | マリア・シャラポワ | 6-3, 6-0      |
| 2013年 | 全豪オープン | 李娜               | 4-6, 6-4, 6-3 |

## 4大大会シングルス成績
略語の説明
| W | F | SF | QF | #R | RR | Q# | LQ | A | Z# | PO | G | S | B | NMS | P | NH |

W=優勝, F=準優勝, SF=ベスト4, QF=ベスト8, #R=#回戦敗退, RR=ラウンドロビン敗退, Q#=予選#回戦敗退, LQ=予選敗退, A=大会不参加, Z#=デビスカップ/BJKカップ地域ゾーン, PO=デビスカップ/BJKカッププレーオフ, G=オリンピック金メダル, S=オリンピック銀メダル, B=オリンピック銅メダル, NMS=マスターズシリーズから降格, P=開催延期, NH=開催なし.
| 大会           | 2006 | 2007 | 2008 | 2009 | 2010 | 2011 | 2012 | 2013 | 2014 | 2015 | 2016 | 2017 | 2018 | 2019 | 2020 | 2021 | 2022 | 2023 | 2024 | 2025 | 通算成績 |
| -------------- | ---- | ---- | ---- | ---- | ---- | ---- | ---- | ---- | ---- | ---- | ---- | ---- | ---- | ---- | ---- | ---- | ---- | ---- | ---- | ---- | -------- |
| 全豪オープン   | 1R   | 3R   | 3R   | 4R   | QF   | 4R   | W    | W    | QF   | 4R   | QF   | A    | A    | 1R   | A    | 1R   | 1R   | SF   | 4R   | 1R   | 50–15    |
| 全仏オープン   | 1R   | 1R   | 4R   | QF   | 1R   | QF   | 4R   | SF   | A    | 3R   | 1R   | A    | 1R   | 2R   | 2R   | 4R   | 3R   | 1R   | 2R   | 2R   | 30–18    |
| ウィンブルドン | 1R   | 3R   | 3R   | QF   | 3R   | SF   | SF   | 2R   | 2R   | QF   | A    | 4R   | 2R   | 3R   | NH   | 2R   | A    | 4R   | A    | 1R   | 36–15    |
| 全米オープン   | 3R   | 4R   | 3R   | 3R   | 2R   | 3R   | F    | F    | QF   | QF   | A    | A    | 3R   | 1R   | F    | 3R   | 4R   | 2R   | 3R   |      | 48–17    |

※: 2013年ウィンブルドン2回戦の不戦敗は、通算成績に含まない
※: 2022年ウィンブルドンは、大会側の特定国籍排除による不出場